# Ivana Zemanová
Ivana Zemanová, née Bednarčíková le 29 avril 1965 à Nové Město na Moravě (Tchécoslovaquie), était, de 2013 à 2018, la Première dame de la Tchéquie en tant qu’épouse du président Miloš Zeman, troisième président du pays.

## Biographie

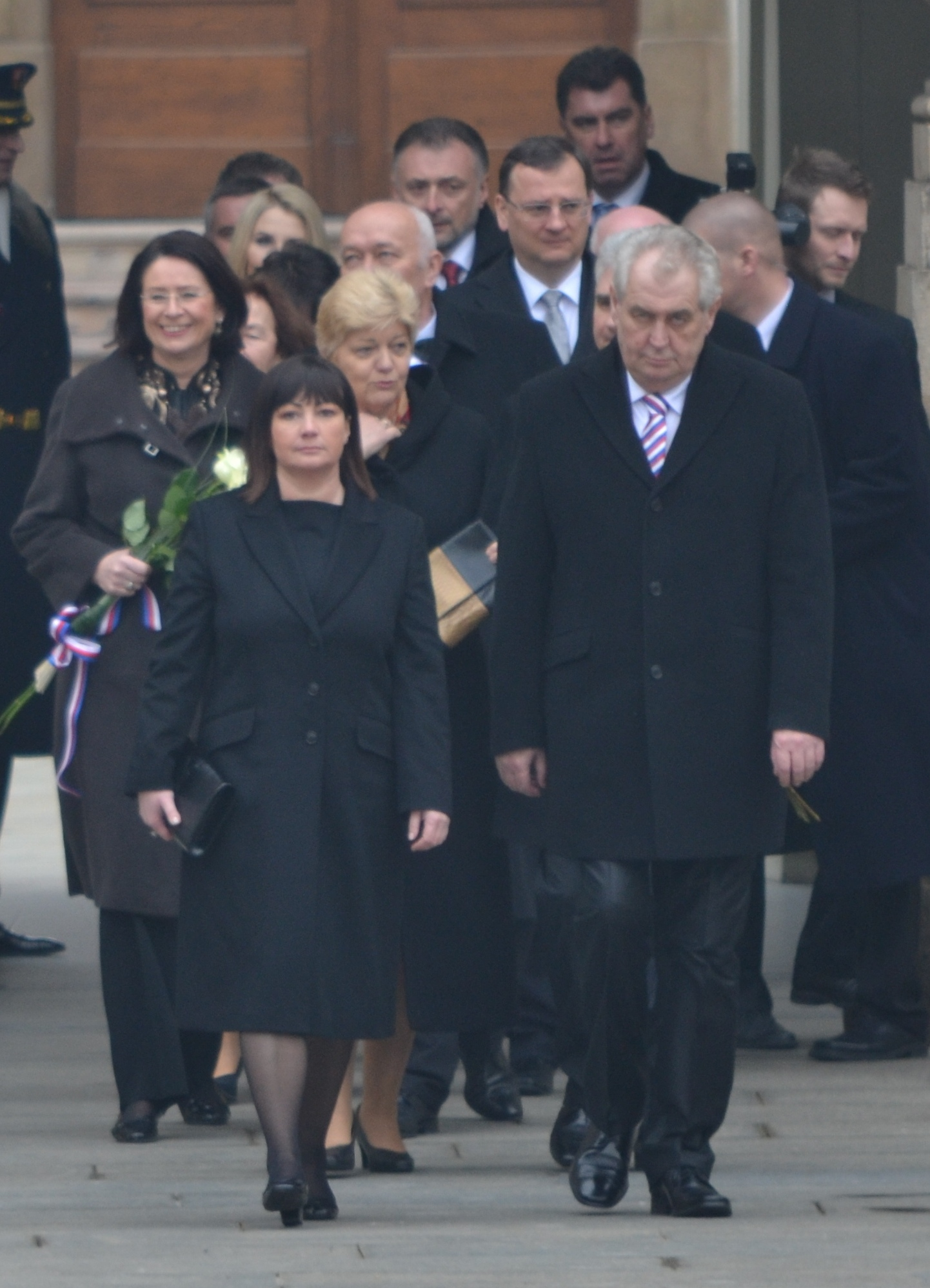
Ivana Zemanová et Miloš Zeman (2013).